# 425

425(사백이십오)는 424보다 크고 426보다 작은 자연수다.

## 수학
- 합성수로, 그 약수는 1, 5, 17, 25, 85, 425다. 진약수의 합은 133이므로, 425는 부족수다.
- 17번째 오각수다. 앞의 오각수는 376, 다음 오각수는 477이다.
- 피타고라스 삼조의 빗변의 길이이다.
  - {\displaystyle 87^{2}+416^{2}=425^{2}}[a]
  - {\displaystyle 297^{2}+304^{2}=425^{2}}[b]
- {\displaystyle 425=137+139+149}
  - 연속하는 세 소수(素數)의 합으로 나타낼 수 있으며, 이 성질을 지닌 앞의 수는 407, 다음 수는 439다.

## 과학
- NGC 425(영어판): 안드로메다자리 방향에 있는 나선은하.

## 교통

### 철도
- 수도권 전철 4호선 회현역의 역번호.

### 도로
- 일본 425번 국도(일본어판): 미에현 오와세시에서 와카야마현 고보시까지 이어지는 일본의 국도.
- 현도 제425호선

## 군사
- U-425(영어판): 제2차 세계 대전에 사용된 나치 독일의 군용 잠수함.

## 문화유산
- 대한민국의 보물 제425호: 예천 청룡사 석조비로자나불좌상
- 대한민국의 사적 제425호: 부여 화지산 유적

## 방송
- KT HCN의 연합뉴스TV JOB 채널 번호.

## 기타
- 날짜: 4월 25일
- 연도: 425년, 기원전 425년
- 425고지 전투: 6·25 전쟁 중 425고지에서 대한민국 국군과 중공군 사이에 일어난 전투.
- 425사업: 대한민국의 정찰위성 관련 사업.